# Preesall
Preesall is een civil parish in het bestuurlijke gebied Wyre, in het Engelse graafschap Lancashire met 5691 inwoners.
Het strand rond Pilling, Preesall en Knott-End staat bekend als Preesall Beach. Preesall wordt beschermd tegen overstromingen door een zeewering. Er loopt een pad over de zeewering van Knott End-on-Sea naar Pilling en op een bepaald punt naast het pompstation van Preesall loopt de zeewering over een oude, nu opgevulde, stenen bunker uit de Tweede Wereldoorlog die tussen de rotsen gecamoufleerd is.
Ten westen van het dorp zelf liggen verschillende watermassa's die bekend staan als flashes. Deze ontstonden in de jaren 1920 en 1930 door verzakkingen tijdens de zoutwinning en leidden tot de sluiting van de mijnen in 1931. ICI gebruikte de mijnen en het nabijgelegen land tot de jaren 1980 voor de pekelwinning.